# Circuito digitale
Un circuito digitale, nell'elettronica digitale, è un circuito elettronico il cui funzionamento è basato su un numero finito di livelli di tensione elettrica.
Questa tipologia di circuiti si contrappone a quella del circuito analogico la quale, per definizione, è basata su un numero infinito di livelli di tensione.

## Storia
Nel 1985 il costruttore Philips introdusse due nuove famiglie logiche in tecnologia CMOS, la prima, denominata HC, aveva caratteristiche nuove, la soglia del livello di commutazione era posta a metà tensione di alimentazione, la quale poteva spaziare in un range relativamente ampio (2-6 volt). La seconda famiglia denominata HCT, si proponeva come sostitutiva diretta della TTL, avendo a suo vantaggio un consumo di corrente estremamente minore, mantenendo la soglia di commutazione e la tensione di alimentazione (VCC), identici alla TTL.
Questa tecnologia è stata fortemente incentivata dalla produzione di componenti integrati in grado di svolgere le più disparate funzioni, sebbene sia possibile realizzare lo stesso circuito anche impiegando componenti discreti (come ad esempio i transistor).

## Livelli logici
Nella maggior parte dei casi sono presenti solamente due livelli di tensioni identificati con l'uno o con lo zero della logica binaria (o booleana). I due livelli di tensione usati nei circuiti digitali rappresentano i numeri binari 0 e 1, detti livelli logici.
Generalmente si associa il livello basso (rappresentato solitamente con la lettera L, da low) allo 0 e il livello alto (rappresentato solitamente con la lettera H, da high) all'1, anche se è possibile utilizzare la rappresentazione opposta.
È usuale permettere una certa tolleranza nella tensione utilizzata; per esempio una tensione tra 0 e 2 volt può rappresentare lo 0 logico, mentre una tensione fra 3 e 5 volt può rappresentare l'1 logico. Una tensione tra 2 e 3 volt sarebbe quindi non valida e potrebbe esistere soltanto in condizioni di errore oppure durante una transizione di livello logico che non avviene mai in modo istantaneo.
Esempi di tensioni relative ai livelli logici, nelle due più comuni famiglie logiche di circuiti integrati:
| Tecnologia | Tensione L | Tensione H  | Note                            |
| ---------- | ---------- | ----------- | ------------------------------- |
| CMOS       | 0V - VCC/2 | VCC/2 - VCC | VCC compresa tra 3V e 18V       |
| TTL        | 0V - 0.8V  | 2V - VCC    | VCC compresa tra 4.75V e 5.25 V |

Nota: VCC = tensione di alimentazione.
Confrontando le tensioni di alimentazione di queste due famiglie di circuiti integrati logici, è evidente il maggiore range di tensione in cui può lavorare la famiglia CMOS rispetto alla TTL. Quest'ultima ha un range molto ristretto di alimentazione, tuttavia permette velocità operative maggiori, anche se a scapito di un maggior consumo di corrente; velocità ancora maggiori si possono ottenere con la tecnologia ECL (emitter-coupled logic), la quale con tempi di commutazione prossimi ad 1 nS richiede correnti ancora maggiori. Le varie famiglie CMOS succedutesi nel tempo presentate dai vari costruttori, hanno comunque avuto significativi miglioramenti in velocità: dagli 80 nS della prima, la 4000B in tecnologia metal gate, ai 3 nS della ACL (Advance CMOS Logic), sempre con circa 2 nanowatt di dissipazione per porta.

## L'elaborazione di segnali digitali
L'elaborazione dei segnali viene realizzata seguendo le regole dell'algebra di Boole.
I blocchi elementari di elaborazione sono le porte logiche o gates. Esse permettono di effettuare le operazioni base quali AND, OR, NOT e combinazioni di queste come NOR, XOR e XNOR. Combinando tra loro più porte logiche si realizzano circuiti logici più complessi, quali per esempio i flip-flop, circuiti in grado di memorizzare informazioni elementari, e in generale reti logiche variamente complesse.

## Logica combinatoria e sequenziale
In generale i circuiti digitali possono implementare sia una logica combinatoria sia una logica sequenziale.

## Tecnologie differenziate
Facendo riferimento al chip singolo, ricavato dal wafer di silicio, precise leggi fisiche impediscono di ottenere il dispositivo ideale, avente massima velocità di commutazione e minimo consumo, caratteristiche opposte tra loro. Pertanto la ricerca prosegue in due direzioni: in una si cerca di ottenere la massima velocità accettandone il maggior consumo di corrente, nell'altra si dà la priorità all'ottenimento del minor consumo possibile pur a scapito della velocità. La ragione di queste opposte direzioni di ricerca sta nella richiesta del mercato. Esempi d'impiego estremo delle due tipologie sono i sistemi d'arma, dove prioritario è la velocità, e apparecchiature satellitari e dispositivi portatili, dove prioritario invece è ottenere il minor consumo possibile.
Sempre prioritaria è anche la corsa alla riduzione dell'area di silicio occupata dal dispositivo, attraverso l'aumento della cosiddetta scala di integrazione, in quanto impatta proporzionalmente sul costo di produzione del circuito integrato. Per questo motivo i produttori di chip investono grandi somme di denaro per lo sviluppo di submicrometriche che permettono di integrare su un singolo dispositivo interi sistemi digitali (cellulari, computer, sistemi di guida etc).
Le differenti e numerose tecnologie susseguitesi nel tempo, sono state denominate "famiglie", la prima è stata la RTL (Resistor-transistor logic), seguita dalla DTL (Diode-transistor logic), andata in obsolescenza anch'essa con l'avvento della TTL (Transistor-transistor logic). Facevano parte di questa famiglia i chip impiegati nelle CPU dei computer prima dell'avvento del microprocessore. Attualmente è presente sul mercato nella versione veloce e in quella a basso consumo. La famiglia CMOS è quella che permette di ottenere la più alta densità di transistor per millimetro quadrato in quanto ha componenti di dimensione di 65 nanometri.
Sui chip più complessi si riescono a integrare diversi milioni di gates equivalenti dove un gate è la cella digitale elementare NAND2.